# 生山裕人
生山 裕人（いくやま ひろと、1985年5月10日 - ）は、大阪府大阪市出身の元プロ野球選手（内野手）、野球指導者。右投両打。NPBでは育成選手であった。

## 経歴

### プロ入り前
大阪府立天王寺高等学校卒業後、教師を目指して大阪教育大学を受けるも不合格。一浪して再度受験するも不合格で、芸人を目指すことも視野に入れて近畿大学文芸学部芸術学科演劇芸能専攻演技コースに入学。講義時間の関係で硬式野球部に入部できず、二部の準硬式野球部に入部。その一方、創部したばかりのクラブチーム・八尾ベースボールクラブに1期生として入団し、大学とクラブチームを掛け持っていた。

### 四国IL・香川時代
大学は2年で休学し2007年に四国アイランドリーグ・香川オリーブガイナーズに入団。2年間での出場試合数は公式戦の6割程度であったが、俊足巧打を持ち味とし50メートル走は5秒9だった。
2008年10月30日のドラフト会議で千葉ロッテマリーンズより育成選手枠で指名された。生山が2023年にX（旧Twitter）で記したところによると、当時NPB球団からの調査書は1通も届いておらず、会見の準備をしていなかったため、指名された他の同僚の森田丈武、塚本浩二、堂上隼人がスーツで取材を受ける中、生山だけはジャージ姿で取材を受けた。

### ロッテ時代
2009年は二軍で2試合の出場にとどまったが、年々出場機会をふやした。
2012年は87試合に出場したが、支配下登録されることなく、10月7日付けで戦力外通告を受けている。

### 退団後
ウェディングプランナーに転職したが、2015年限りで退職した。
2018年、四国アイランドリーグplusが選手のトータルキャリアサポートのために設立した「四国アイランドリーグplusキャリアデザインセンター」の代表に就任。
2020年12月21日、古巣である香川オリーブガイナーズの野手コーチに就任することが発表された。就任後の2021年、香川は前期優勝を達成し、攻撃面の特徴とされた積極的な走塁には生山の指導も寄与したと評された。後期は苦戦したものの、高知ファイティングドッグス（後期優勝）とのチャンピオンシップを制して3年ぶりに年間総合優勝を勝ち取り、生山のコーチ業について監督の近藤智勝は「思い切った走塁ができる状況をつくってくれた。選手に寄り添い、コミュニケーションもよく取っていた」と述べている。シーズン終了後の11月17日、今シーズンの契約期間満了をもって退団することが発表された。退任を伝えた四国新聞記事では、選手育成のほか、生山がSNSからチームや独立リーグについての発信をおこなった点を「グラウンド外での貢献度も大きかった」と評価する内容が記された。
2022年2月9日、日本海オセアンリーグの滋賀GOブラックス野手コーチに就任することが発表された。1シーズン務め、シーズン終了後の12月1日に退団が発表された。生山は同日、自身のTwitterアカウントで、野球から離れて今後は妹とともに障害児福祉の分野に進むことを明らかにした。

## 詳細情報

### 年度別打撃成績
- 一軍公式戦出場なし

### 独立リーグでの打撃成績
| 年 度     | 球 団     | 試 合 | 打 数 | 得 点 | 安 打 | 本 塁 打 | 打 点 | 盗 塁 | 犠 打 | 犠 飛 | 四 死 球 | 三 振 | 打 率 |
| --------- | --------- | ----- | ----- | ----- | ----- | -------- | ----- | ----- | ----- | ----- | -------- | ----- | ----- |
| 2007      | 香川      | 60    | 144   | 26    | 39    | 0        | 14    | 7     | 5     | 0     | 13       | 27    | .271  |
| 2008      | 香川      | 48    | 95    | 8     | 21    | 0        | 3     | 11    | 2     | 0     | 6        | 22    | .221  |
| 通算：2年 | 通算：2年 | 108   | 239   | 34    | 60    | 0        | 17    | 18    | 7     | 0     | 19       | 49    | .251  |

### 背番号
- 7 （2007年 - 2008年）
- 130 （2009年 - 2012年）
- 77 （2021年 - 2022年）